# Colihoho (Ort)
Colihoho ist ein osttimoresischer Ort im Suco Seloi Craic (Verwaltungsamt Aileu, Gemeinde Aileu).

## Geographie
Der Weiler Colihoho liegt im Nordosten der Aldeia Colihoho, auf einer Meereshöhe von 1104 m, an der Grenze zur Aldeia Talifurleu. Hinter der Grenze trifft die Straße aus Colihoho auf die  Überlandstraße von Gleno nach Turiscai, an der das Dorf Aibitikeou liegt. Im Süden führt die Durchgangsstraße von Colihoho zum Dorf Siliboro und weiter in das Dorf Lio (Aldeia Lio). In Aibitikeou befindet sich die nächste Grundschule zu Colihoho.
Südlich von Colihoho befindet sich der Lago Seloi (Seloi-See), ein temporärer See, der in der Regenzeit entsteht.